# Dirk Demeersman
Dirk Demeersman (Sint-Truiden, 15 juli 1964) is een Belgische springruiter.

## Levensloop
Hij nam driemaal deel aan de Olympische Spelen. Ook is hij tot 2016 coach geweest van het Belgische team. In 2015 werd hij als coach met het team winnaar van de nations cup finale in Barcelona.

## Palmares
1992
- 28e Olympische Spelen in Barcelona, Spanje (Individueel)
- 28e Olympische Spelen in Barcelona, Spanje (Landenteams)

2004
- 4e Olympische Spelen in Athene, Griekenland (Individueel)
- 6e Olympische Spelen in Athene, Griekenland (Landenteams)

2005
- 5e EK in San Patrignano, Italië (Landenteams)
- 13e EK in San Patrignano, Italië (Individueel)

2006
- 7e Wereldruiterspelen in Aachen, Duitsland (Landenteams)
- 52e Wereldruiterspelen in Aachen, Duitsland (Individueel)

2010
- Wereldruiterspelen in Lexington, VS (Landenteams)

2011
- 7e EK in Madrid, Spanje (Landenteams)

2012
- 13e Olympische Spelen in Londen, Groot-Brittannië (Landenteams)
- 26e Olympische Spelen in Londen (Groot-Brittannië) (Individueel)

2013
- 8e EK in Herning, Denemarken (Landenteams)
- 38e EK in Herning, Denemarken (Individueel)